# 米尔内市镇
米尔内市镇（俄语：Мирнинское муниципальное образование）是俄罗斯联邦伊尔库茨克州泰舍特区所属的一个市镇。其下辖有个居民点，行政中心为米尔内。据2016年统计，该市镇的人口为1120人。